# Praxithea fabricii
Praxithea fabricii es una especie de escarabajo longicornio del género Praxithea, tribu Torneutini, subfamilia Cerambycinae. Fue descrita científicamente por Audinet-Serville en 1834.
La especie se mantiene activa durante el mes de septiembre.

## Descripción
Mide 35-43 milímetros de longitud.

## Distribución
Se distribuye por Bolivia y Brasil.